# Лужки (Рыбновский район)
Лужки — село в Рыбновском районе Рязанской области России, входит в состав Алешинского сельского поселения.

## География
Село расположено на берегу реки Вожа в 2 км на север от центра поселения села Алешня, в 16 км на юго-запад от райцентра города Рыбное.

## История
В XIX — начале XX века село входило в состав Булыгинской волости Зарайского уезда Рязанской губернии. В 1905 году в селе было 123 двора.
С 1929 года село являлось центром Лужковского сельсовета Рыбновского района Рязанского округа Московской области, с 1937 года — в составе Алешинского сельсовета Рязанской области, с 2015 года — в составе  Алешинского сельского поселения.

## Население
| 1859 | 1897 | 1906 | 2010 |
| ---- | ---- | ---- | ---- |
| 523  | ↗618 | ↗907 | ↘102 |